# The Smithereens
The Smithereens je americká rocková skupina. Skupina vznikla v roce 1980 a jejími původními členy byli Pat DiNizio (zpěv, kytara), Jim Babjak (kytara, zpěv), Mike Mesaros (baskytara, zpěv) a Dennis Diken (bicí, perkuse). Skupina v této sestavě hrála až do roku 2006, kdy Mesaros odešel a nahradil ho Severo Jornacion.

## Diskografie

### Studiová alba
- Girls About Town (1980)
- Beauty and Sadness (1983)
- Especially for You (1986)
- Green Thoughts (1988)
- 11 (1989)
- Blow Up (1991)
- A Date with The Smithereens (1994)
- God Save The Smithereens (1999)
- Christmas with The Smithereens (2007)
- 2011 (2011)

### Koncertní alba
- Live (1988)
- Instant Live: Music Midtown Festival Atlanta, GA 5/1/04 (2005)
- The Smithereens - Extended Versions (2006)
- Live at the Court: Greatest Hits and More (2008)

### Kompilace
- Blown to Smithereens: Best of the Smithereens (1995)
- Attack of the Smithereens (1995)
- Best of the Smithereens (1998)
- From Jersey It Came! The Smithereens Anthology (2004)

### Tribute alba
- Meet The Smithereens! (2007)
- B-Sides The Beatles (2008)
- The Smithereens Play Tommy (2009)